# Sciafilia

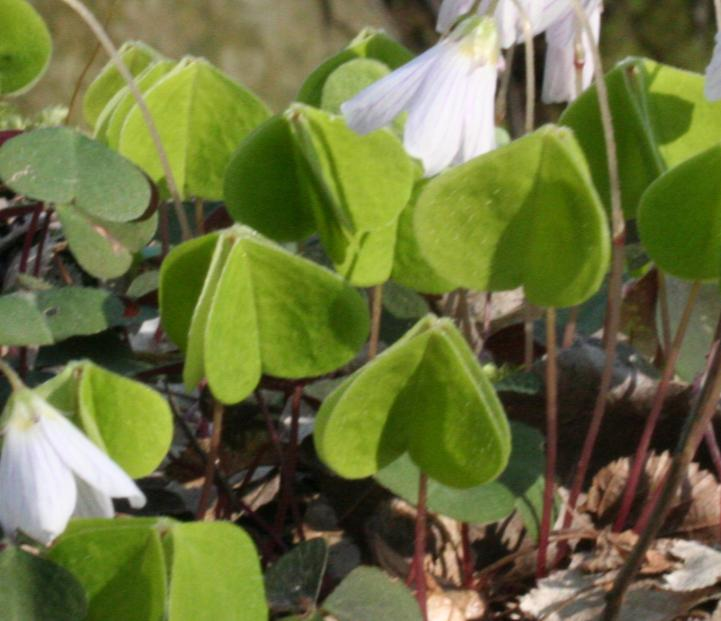
Oxalis acetosella con foglie ripiegate.

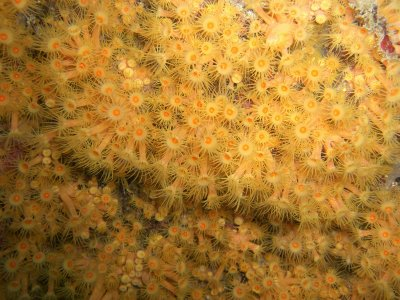
Parazoanthus axinellae su coralligeno.

La sciafilia è la disposizione di alcuni organismi, sia vegetali che animali, a vivere all'ombra.
Si tratta di una disposizione naturale che porta talvolta a sviluppare meccanismi di adattamento particolari per la comunicazione, la riproduzione e l'alimentazione o a rifuggire la luce diretta.

## Specie vegetali
Sono piante che tipicamente vivono nel sottobosco o sono coperte da altre piante. Nella comune acetosella dei boschi (Oxalis acetosella), durante le ore più calde d'estate, le foglioline tendono a ripiegarsi lontano dai raggi del sole in modo da essere più protette. Altro esempio di piante sciafile si ha con le piante acquatiche del genere Anubias barteri. In natura cresce all'ombra di altre piante o comunque in zone dove la vegetazione sovrastante crea ombra sullo specchio d'acqua. Questa specie è molto utilizzata in Acquariofilia.

## Specie animali
Un esempio piuttosto conosciuto di organismo animale sciafilo è il corallo rosso (Corallium rubrum), che cresce sempre in ambienti poco illuminati, come grotte o anfratti sommersi.

## Comunità
Biocenosi come il coralligeno sono ad esempio tipiche degli ambienti poco illuminati, dove le specie che lo caratterizzano possono crescere nella penombra.